# Acer grandidentatum
Acer grandidentatum є видом клена, що походить із внутрішньої західної частини Північної Америки. Зустрічається в розсіяних популяціях від західної Монтани до центрального Техасу в Сполучених Штатах і на південь до Коауїли на півночі Мексики.

## Опис
Це невелике чи середнє листопадне дерево, висота якого досягає 10–15 метрів, а діаметр стовбура – 20–35 сантиметрів. Кора від темно-коричневого до сірого, з вузькими тріщинами та плоскими виступами, що утворюють пластинчасті луски. Листки супротивні, прості, 6–12 см завдовжки і широкі, з трьома-п'ятьма глибокими, тупо загостреними частками, три з яких великі і дві маленькі (не завжди присутні) біля основи листа; кожна з трьох великих часток має 3–5 малих допоміжних часток. Восени листя стає золотисто-жовтим до червоного (менш надійно в теплих районах).
Квітки з'являються разом з листям у середині весни; вони утворюються в щитках по 5–15 разом, кожна квітка жовто-зелена, діаметром приблизно 4–5 міліметрів, без пелюсток. Плід — парна крилатка (дві крилаті насінини, з'єднані біля основи), від зеленого до червонувато-рожевого кольору, дозрівання коричневе на початку осені; кожна насінина куляста, діаметром 7–10 мм, з одним крилом 2–3 см завдовжки.

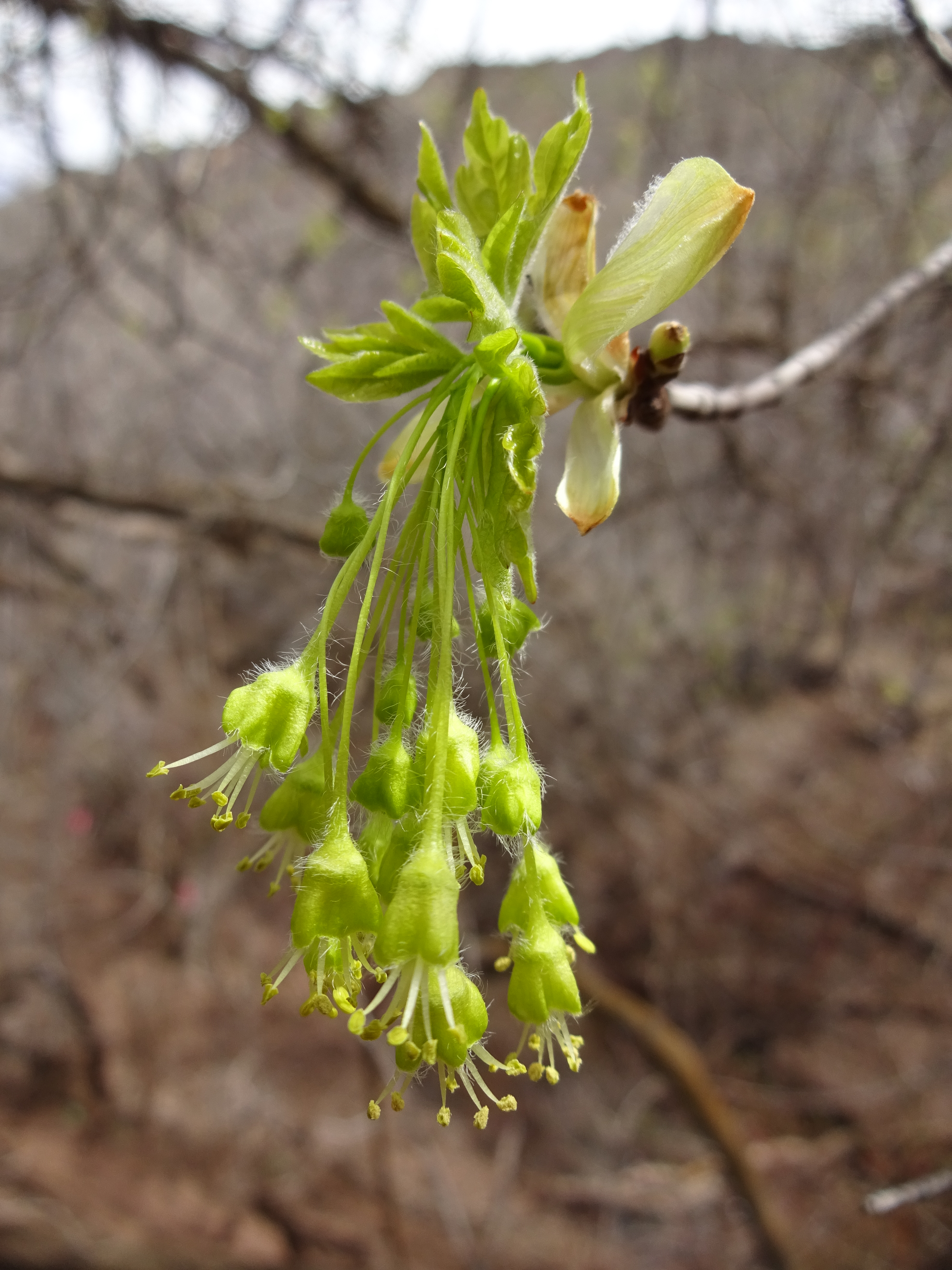
Квіти та весняне листя на початку квітня, округ Солт-Лейк, Юта
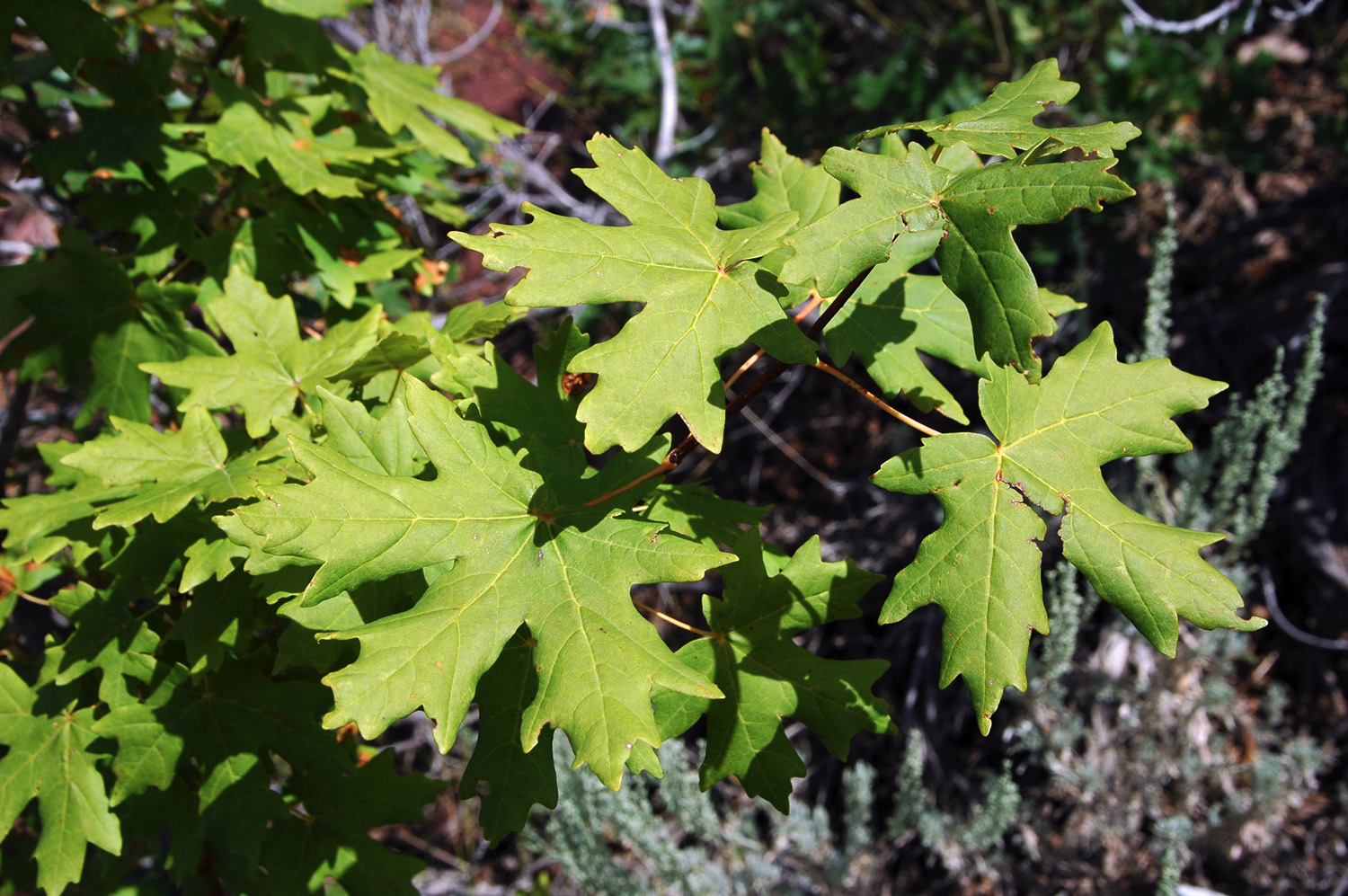
Зрілі літні листя відходять у серпні
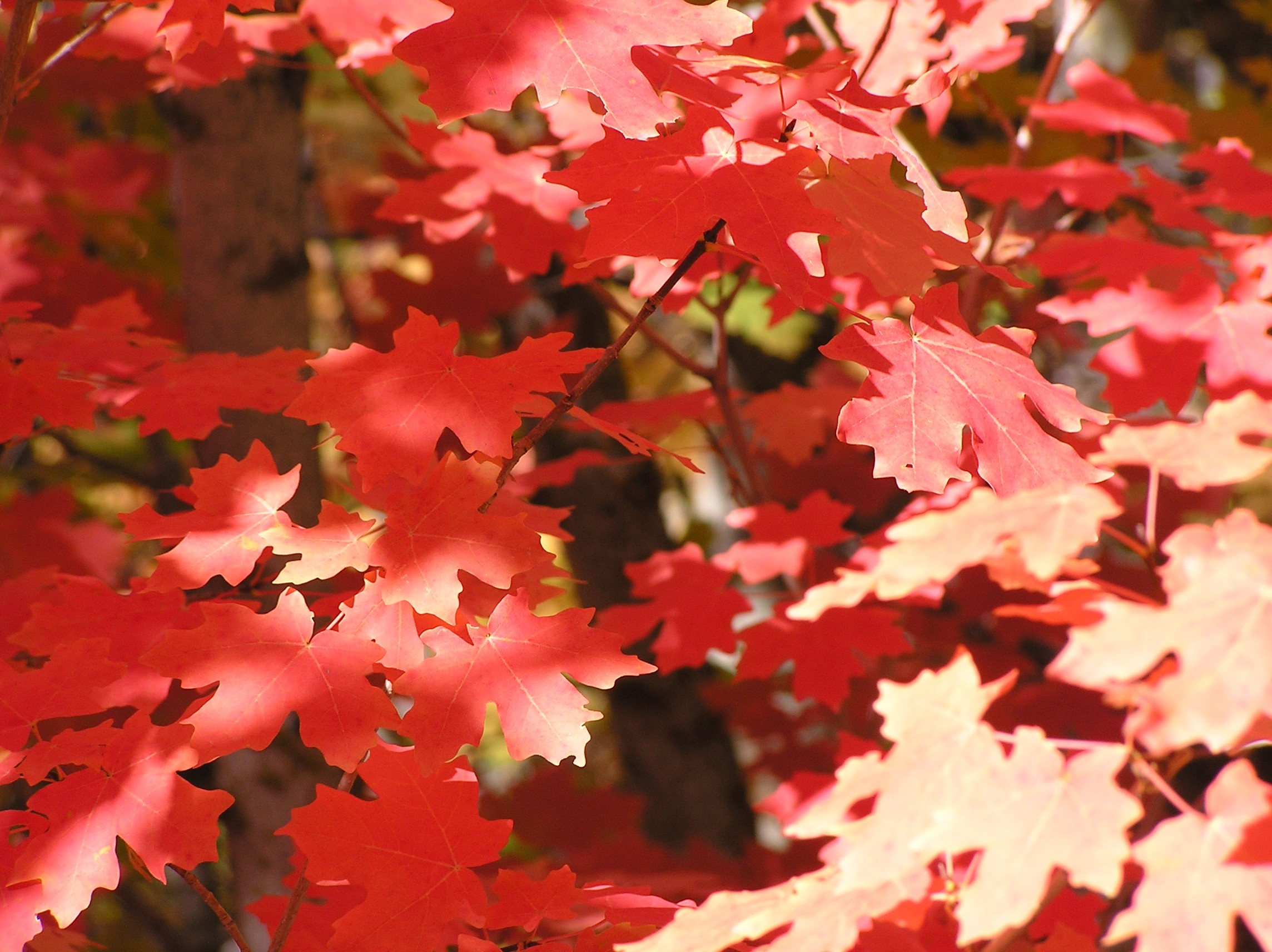
Забарвлення листя в кінці вересня

## Використання
Солодкуватий сік використовується в західній частині Північної Америки для виготовлення кленового цукру.